# 秦岭滑蜥
秦岭滑蜥（学名：Scincella tsinlingensis）为石龙子科滑蜥属的爬行动物，是中国的特有物种。分布于陕西、宁夏、甘肃、四川等地，多栖息于海拔较高、树林较多的地区以及见于山区小路旁草丛或落叶间。其生存的海拔范围为1450至3430米。该物种的模式产地在陕西周至秦岭。其种加词“tsinlingensis”意为“秦岭的”。

## 保护
本种于2023年被收录入《有重要生态、科学、社会价值的陆生野生动物名录》。